# Strandbaden
För andra betydelser, se Strandbaden (olika betydelser).
Strandbaden är en ort i Höganäs kommun i Skåne län. Den är belägen några kilometer norr om centrala Höganäs och ingår i samma tätort som Höganäs och Nyhamnsläge.

## Historia
När en station vid Höganäs-Mölle järnväg invigdes här 1910 fanns endast ett hus i omgivningarna. Lokaliseringen av en station till Strandbaden föranledde ingen omedelbar byggnadsverksamhet. Ett fåtal hus kom att uppföras före 1920. Först efter detta år satte ett större byggande igång. Det var mest permanentbostäder som byggdes - sommarstugor var ännu långt ifrån var mans egendom. 
Redan 1910 hade det första hotellet byggts men första säsongen det var öppet kom inga gäster. Strandbaden var alltså ingen typisk badort från början, utan blev det först under 1930-talet. Då tillkom flera hotell och pensionat, och under samma decennium uppfördes också en rad sommarstugor i Strandbadsskogen. För en del av denna exploatering svarade Krapperup genom att sälja tomtmark. Vid slutet av 1930-talet bygges järnvägsstationen ut genom att förses med en lång sommarväntsal. 
Till Strandbaden kom många för att bada vid sandstranden, och till denna fick bl.a. skolbarn åka på klassresor. Strandbaden kom att bli en familjevänlig och gemytlig badort, men liksom på andra håll blev hotell och pensionat olönsamma och dyra att driva, och även här förvandlades samhället under efterkrigstiden. Numera består Strandbaden nästan uteslutande av ofta permanentbebyggelse, ofta stora till storleken. Avståndet till Höganäs kan sägas ha krympt i takt med förbättrade vägar och ökat bilinnehav.